# David Heissig
David Heissig (* 1989 in Wien) ist ein österreichischer Schauspieler.

## Leben
Geboren 1989, kam David Heissig schon früh mit Theater und Film in Berührung. Seit seinem zehnten Lebensjahr steht er auf der Bühne und 2002 gab er mit 13 in Harald Sicheritz' Satire Poppitz mit Roland Düringer, Marie Bäumer und Alfred Dorfer 2002 sein Kinodebüt. Seine erste Serienhauptrolle spielte Heissig in der ORF-Komödienserie Die Lottosieger, die 2009 an den Start ging.
Zuerst jahrelang Mitglied am Wiener Kindertheater, unterrichtet er nunmehr selbst den Nachwuchs in Schauspiel und Sprecherziehung. David Heissig selbst absolvierte zahlreiche Masterclasses im Fach Schauspiel und Movement u. a. bei Di Travis, Shona Morris und Natalie Turner-Jones. (Drama Centre London, RADA)
Er wirkte 2012 bei der 7. Staffel von Dancing Stars mit, wo er es mit Tanzpartnerin Kathrin Menzinger bis in die 4. Runde schaffte.
Neben der Schauspielerei studierte Heissig Theater-, Film- und Medienwissenschaft an der Universität Wien. Außerdem ist er als Synchronsprecher, Moderator und Trainer im deutschen Sprachraum tätig.

## Filmografie (Auswahl)
- 2002: Poppitz
- 2004: Kommissar Rex
- 2004: Silentium
- 2005: Der Bestseller – Wiener Blut
- 2003: Medicopter 117 – Feuer
- 2009: Die Lottosieger
- 2009: Der Fall des Lemming
- 2010: Schnell ermittelt
- 2011: Die Lottosieger 2. & 3. Staffel
- 2012: Diamantenfieber oder Kauf dir einen bunten Luftballon